# Principebrilvogel
De principebrilvogel (Zosterops ficedulinus) is een zangvogel uit de familie Zosteropidae (brilvogels). De soort is insectivoor. Deze soort wordt ook wel  samen met de saotomébrilvogel (Z. feae) als één soort beschouwd. De soort werd in 1866 door Gustav Hartlaub beschreven.

## Kenmerken
De vogel is gemiddeld 10,5 cm lang. Deze brilvogel heeft een betrekkelijk donker gekleurde kop in vergelijking net de  saotomébrilvogel. Opvallend is een lichte streep tussen het oog en de snavel. Van boven is de vogel donker olijfgroen, van onder is de vogel vuilwit met een geelachtige waas in het verenkleed, maar lichter dan bij de saotomébrilvogel. De ondervleugeldekveren zijn wit. De vogel heeft een duidelijke, maar smalle witte oogring, de snavel is hoornkleurig bruin en de poten zijn grijsbruin.

## Verspreiding en leefgebied
De principebrilvogel is endemisch op het eiland Principe. De vogel komt alleen voor in het heuvelland. Het leefgebied zijn de laatste stukjes primair regenwoud op het eiland.

## Status
De saotomébrilvogel heeft een beperkt verspreidingsgebied en daardoor is de kans op uitsterven aanwezig. De grootte van de populatie werd in 2018 door BirdLife International geschat op 250 tot 1000 individuen en de populatie-aantallen nemen af door habitatverlies. De vogel is exclusief gebonden aan primair, dus ongerept regenwoud en overal op het eiland vindt ontbossing plaats waarbij natuurlijk bos wordt omgezet in gebied voor agrarisch gebruik en worden wegen aangelegd wat leidt tot versnippering van het leefgebied. Om deze redenen staat deze soort als bedreigd op de Rode Lijst van de IUCN.